# Chrześcijańsko-Demokratyczna Partia Ludowa (Mołdawia)
Mołdawska Chrześcijańsko-Demokratyczna Partia Ludowa, PPCD (rum. Partidul Popular Creștin Democrat) – chadecka partia polityczna w Mołdawii. Została założona w 1999 roku. Obecnym liderem partii jest Iurie Roșca, który był zwolennikiem współpracy oraz połączenia Mołdawii z Rumunią, następnie jednak wycofał się z tych poglądów.
W ostatnich wyborach parlamentarnych w 2009 roku PPCD zajęła szóste miejsce uzyskując wynik 3,03%, co nie pozwoliło jej wejść do parlamentu.

## Historia
Partia jest spadkobiercą podobnych partii oraz ugrupowań, które istniały w historii, a były to Demokratyczny Ruch na rzecz Pieriestrojki (1988–1989), Front Ludowy Mołdawii (1989–1992) oraz Chrześcijańsko-Demokratyczny Front Mołdawii (1992–1999).
Partia jest pełnoprawnym członkiem Europejskiego Ruchu Chrześcijańskiego, a od 2005 roku posiada status obserwatora w Europejskiej Partii Ludowej.

## Wyniki wyborów parlamentarnych
| Wybory | Procent głosów | Liczba mandatów | +/− |
| ------ | -------------- | --------------- | --- |
| 1994   | 7,53%          | 9               |     |
| 1998   | 19,42%         | 26              | +17 |
| 2001   | 8,24%          | 11              | -15 |
| 2005   | 9,07%          | 11              | ±0  |
| 2009   | 3,03%          | 0               | -11 |